# Tàmesi
El Tàmesi (en anglès Thames) és el principal riu d'Anglaterra, amb 338 km de llargada i 11.350 km² de conca. És unit a altres rius, com el Severn i l'Avon, per canals. A la seva desembocadura es va construir una resclosa antimarejada per protegir Londres contra la maror ciclònica.
Neix a Kemble, un municipi de l'altiplà dels Cotswolds, i va cap a l'est. Els seus afluents principals són el Cherwell i el Kennet. A Teddingtom comença el seu estuari que té 16 km d'amplada, fins a desembocar a la mar del Nord. El cabal és de 28 m³/s a l'estiu i de 129 m³/s a l'hivern. La principal ciutat per on transcorre el Tàmesi és la capital britànica, la ciutat de Londres, que divideix en dos.
El Tàmesi dona nom a diverses entitats tant geogràfiques com d'ordre polític. Una d'elles és la Vall del Tàmesi, la regió d'Anglaterra al voltant del riu entre Oxford i l'Oest de Londres. Thames Gateway és l'àrea amb marees del riu, i que comença a l'Est de Londres. Partint de la capital, hi ha la regió coneguda com a Estuari del Tàmesi.

## El nom

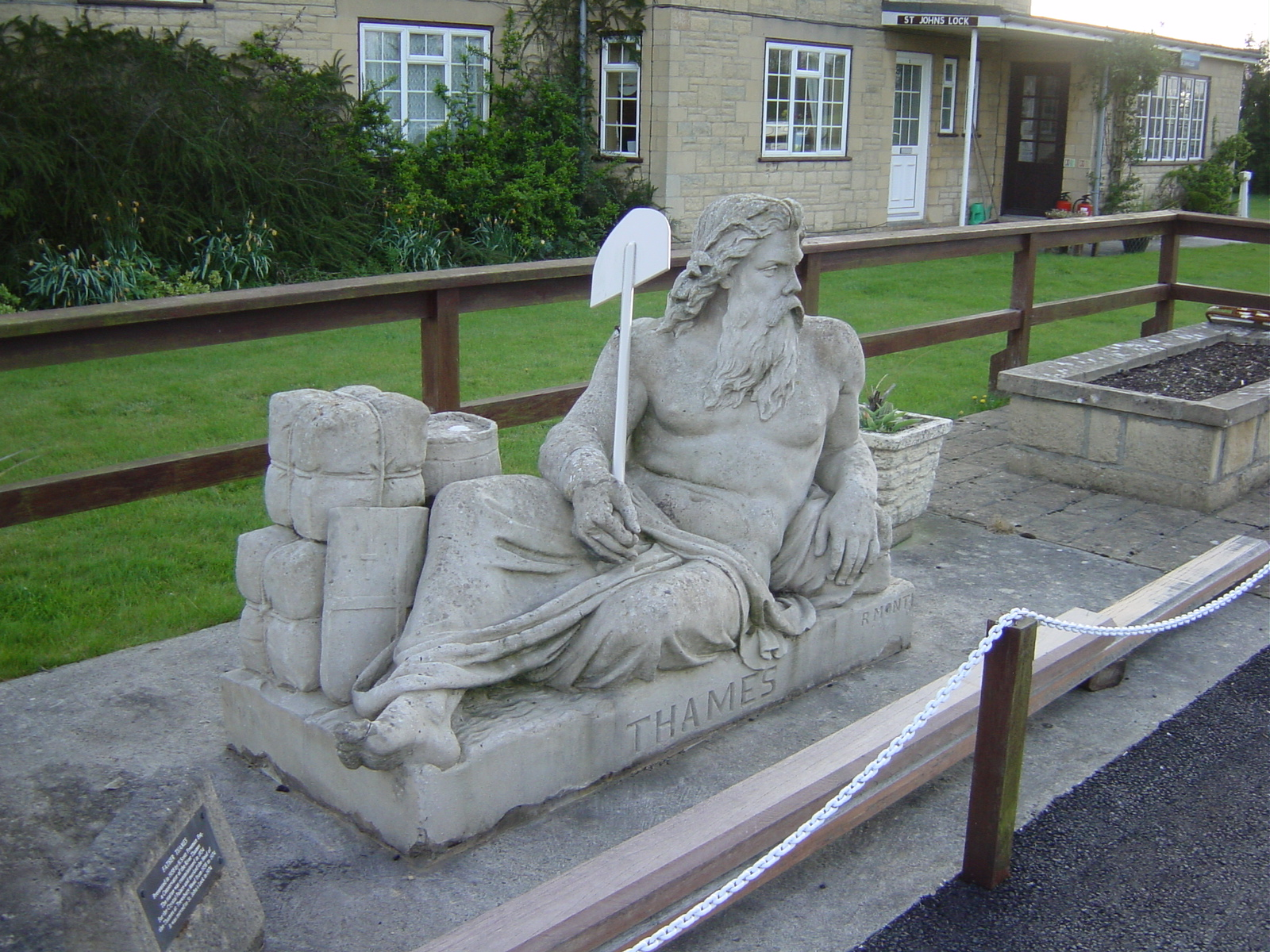
Estàtua dedicada al Tàmesi que l'artista ha personificat com si fos una divinitat de l'època clàssica. Situada a Lechdale, resclosa de St John.

L'origen i significat del seu nom és un misteri. Els romans l'anomenaven Tamesis i s'ha dit, sobretot durant l'època victoriana, que està format per la unió de les paraules Thame i Isis, ja que aquest riu abans de trobar-se amb les aigües del riu Thame se l'anomena Isis; però aquesta afirmació no té prou fonament si es té en compte que només consta que se li hagi dit Isis des de fa mil tres-cents anys.
Algunes etimologistes proposen un origen indoeuropeu, per exemple derivat de la paraula en sànscrit tamasa, que vol dir «aigües fosques», però aquesta teoria queda descartada per la llunyania. La teoria més probable és que els celtes britons l'anomenaven Tems i amb la llatinització que allarga la paraula fins a esdevenir Tamesis, se li han buscat explicacions equivocades. Després els escriptors anglosaxons, seguint les normes del moment la van transformar primer en Thamys i després en Thames, el nom en anglès actual. Tant la forma antiga Thamy, com la moderna es pronuncien /teɪms/ i, de vegades es confon amb el seu afluent, el riu Thame.

## Recorregut

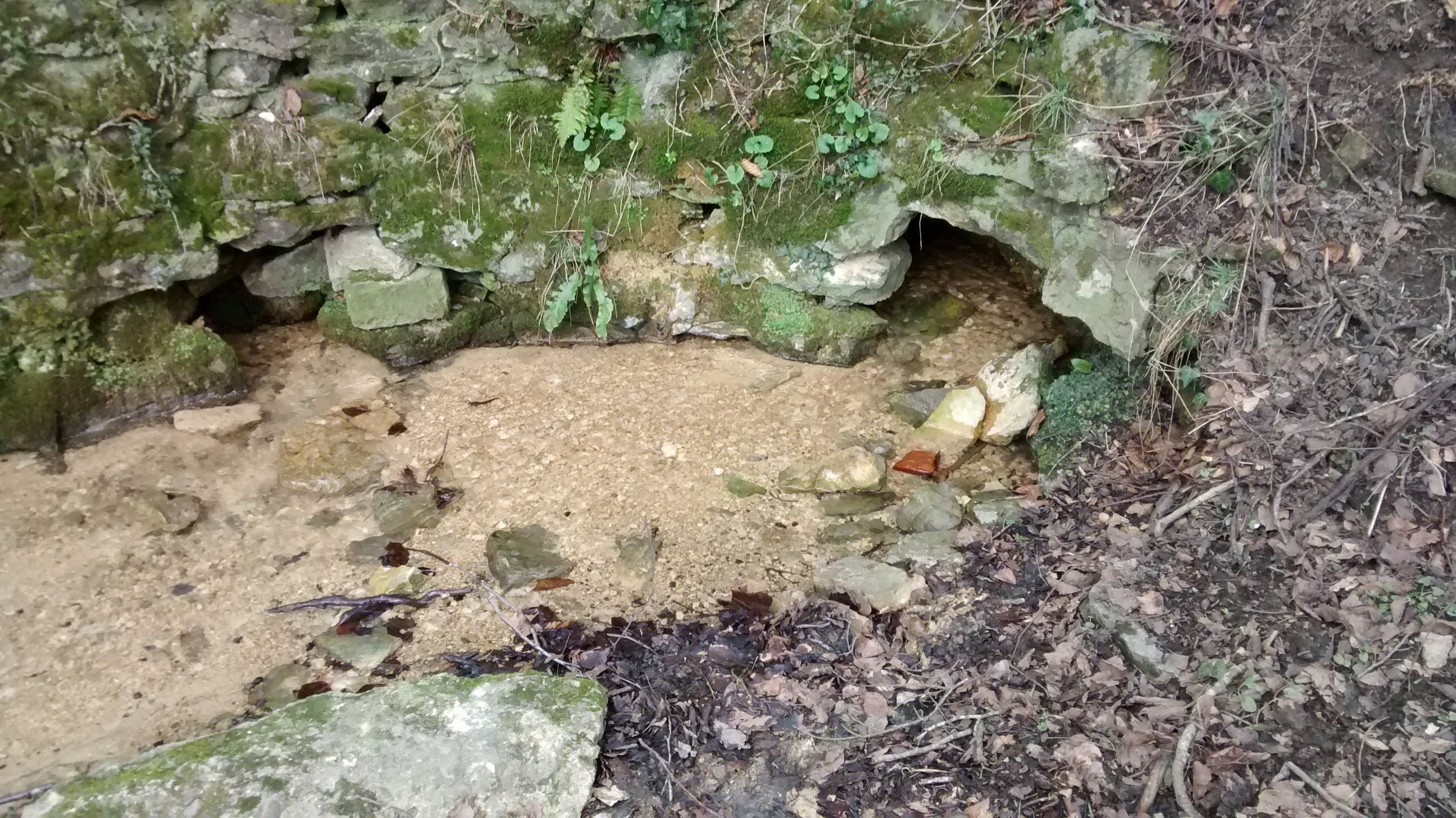
La discreta deu Seven Springs.

Es diu que el Tàmesi neix en un indret anomenat El Cap del Tàmesi, a 1,2 km de Kemble, a la regió dels Cotswolds. Però també un llogaret anomenat Seven Springs (set fonts), on neix el riu Churn, el primer afluent del Tàmesi, és de vegades esmentat com l'origen del Tàmesi. Les fonts que nodreixen el Churn brollen tot l'any mentre que la de Kemble és estacional i pràcticament només brolla a l'hivern. Si s'accepta Seven Springs com a naixement llavors el Tàmesi fa 369 km i supera en aquest aspecte al riu Severn.
El Tàmesi passa per les següents localitats: Ashton Keynes, Cricklade, Lechlade, Oxford, Abingdon, Wallingford, Goring-on-Thames, Streatley, Pangbourne, Whitchurch-on-Thames, Reading, Wargrave, Henley-on-Thames, Marlow, Maidenhead, Windsor, Eton, Staines-upon-Thames, Egham, Chertsey, Shepperton, Weybridge, Sunbury-on-Thames, Walton-on-Thames, Molesey, i Thames Ditton.

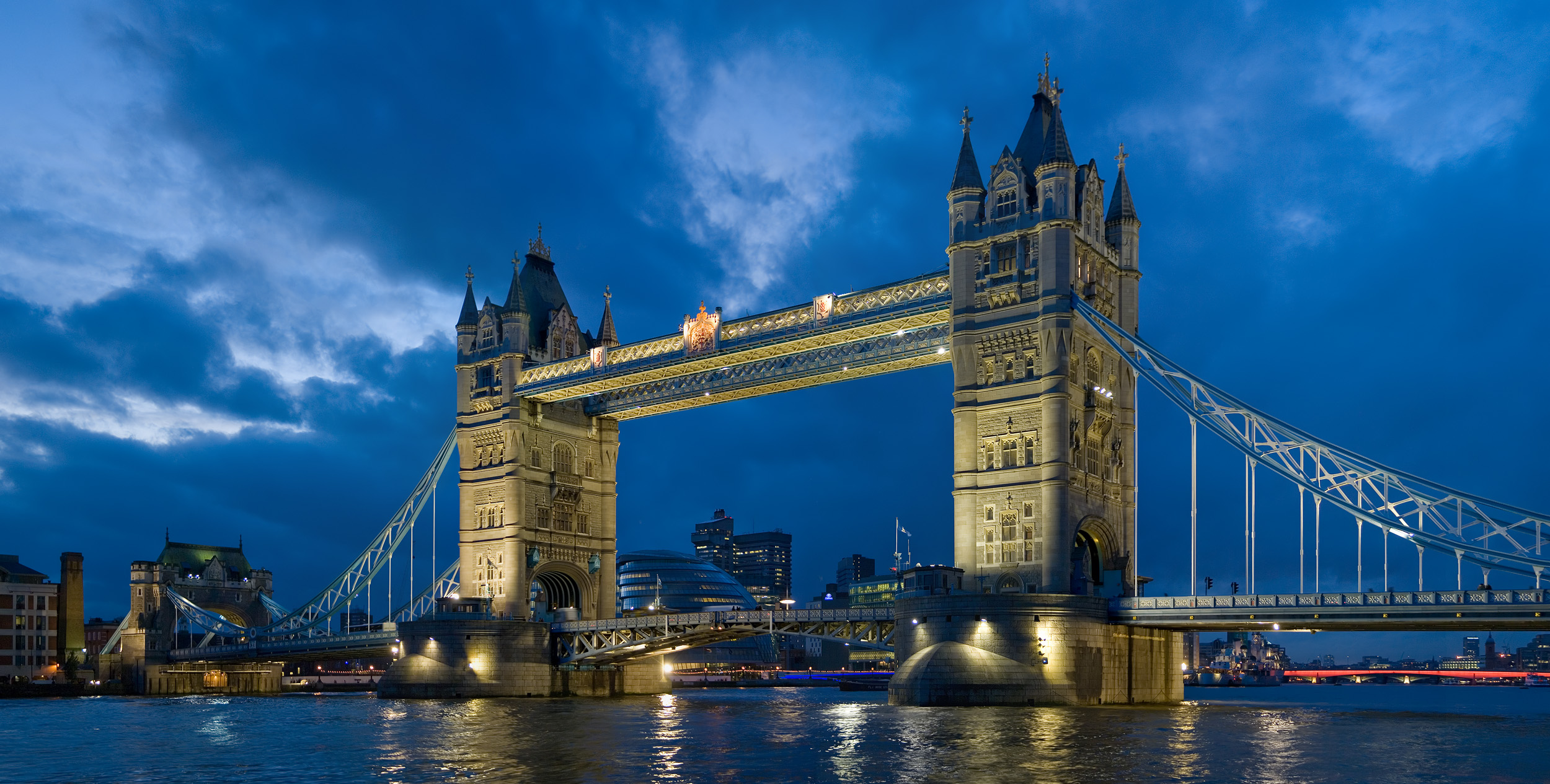
El Tàmessi al seu pas per Tower Bridge a Londres.

Tot seguit entra a Londres pel barri de Hampton i volta la ciutat fent meandres pels barris de: Surbiton, Kingston-upon-Thames, Teddington, Twickenham, Richmond, Syon House, Kew, Brentford, Chiswick, Barnes, Hammersmith, Fulham, Putney, Wandsworth, Battersea i Chelsea.
A la zona central de Londres, el riu passa per Pimlico i Vauxhall, i llavors forma un dels principals eixos de la vida a la ciutat, des del palau de Westminster fins a la Torre de Londres. El Tàmesi determina en aquest lloc la part medieval de la ciutat, amb Southwark en la riba oposada, que ja és part del comtat de Surrey.
Després el riu passa per: Bermondsey, Wapping, Shadwell, Limehouse, Rotherhithe, Millwall, Deptford, Greenwich, Cubitt Town, Blackwall, New Charlton i Silvertown. Llavors passa per la Barrera del Tàmesi, una construcció per contenir les seves aigües en cas de crescudes sobtades. Més avall de la barrera el riu segueix el seu curs per: Woolwich, Thamesmead, Dagenham, Erith, Purfleet, Dartford, West Thurrock, Northfleet, Tilbury, Gravesend i finalment forma un estuari a prop de Southend-on-Sea.

## Afluents

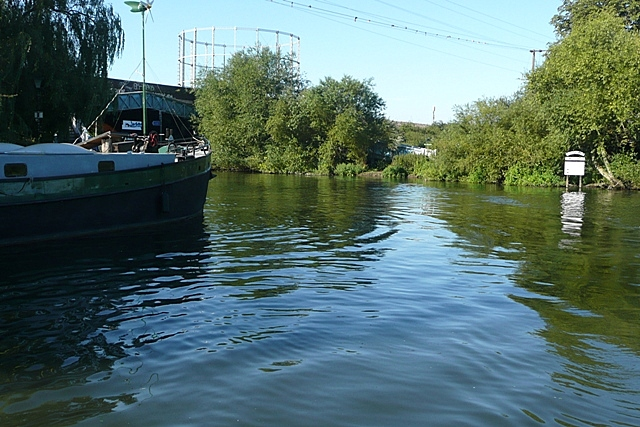
Unió del Kennet amb el Tàmesi.

El Tàmesi rep aigua de molts afluents, la majoria són cursos visibles però alguns flueixen subterràniament i un d'ells és artificial, l'anomenat Duc de Northumberland.
|    | nom                   | punt de confluència   | cabal de descàrrega (m³/s) |  |
| 1  | Darent                | Dartford              | 1                          |  |
| 2  | Mardyke               | Purfleet              | 0,48                       |  |
| 3  | Ingrebourne           | Rainham (Londres)     | 0,33                       |  |
| 4  | Beam                  | Dagenham              | 0,34                       |  |
| 5  | Roding                | Creekmouth            | 1,85                       |  |
| 6  | Lea                   | Bow (Londres)         | 5,48                       |  |
| 7  | Ravensbourne          | Deptford              | 0,43                       |  |
| 8  | Neckinger             | Shad Thames           | subterrani                 |  |
| 9  | Walbrook              | Finsbury              | subterrani                 |  |
| 10 | Fleet                 | Blackfriars (Londres) | subterrani                 |  |
| 11 | Effra                 | Vauxhall              | subterrani                 |  |
| 12 | Tyburn                | Pimlico               | subterrani                 |  |
| 13 | Falconbrook           | Battersea             | subterrani                 |  |
| 14 | Westbourne            | Chelsea (Londres)     | subterrani                 |  |
| 15 | Counter's Creek       | Chelsea (Londres)     | subterrani                 |  |
| 16 | Wandle                | Wandsworth            | 1,7                        |  |
| 17 | Beverley Brook        | Putney                |                            |  |
| 18 | Stamford Brook        | Hammersmith           | subterrani                 |  |
| 20 | Bollar o Bollo Brook  | Chiswick              | subterrani                 |  |
| 21 | Brent                 | Brentford             | 1,32                       |  |
| 22 | Duc de Northumberland | Isleworth             |                            |  |
| 23 | Crane                 | Isleworth             | 0,54                       |  |
| 24 | Sudbrook              | Petersham (Londres)   | subterrani                 |  |
| 25 | Hogsmill              | Kingston-upon-Thames  | 0,98                       |  |
| 26 | Rythe                 | Thames Ditton         |                            |  |
| 27 | Ember                 |                       |                            |  |
| 28 | Mole                  | Molesey               | 5,43                       |  |
| 29 | Longford              | Hampton Court Palace  | artificial                 |  |
| 30 | Ash                   | Lower Sunbury         |                            |  |
| 31 | Wey                   | Weybridge             | 6,95                       |  |
| 32 | Bourne nord           | Weybridge             |                            |  |
| 33 | Bourne sud            | Weybridge             |                            |  |
| 34 | Colne                 | Staines-upon-Thames   | 4,05                       |  |
| 35 | Colne Brook           | Hythe End             |                            |  |
| 36 | Cut                   | Bray                  |                            |  |
| 37 | Wye                   | Bourne End            | 1,00                       |  |
| 38 | Loddon                | Wargrave              |                            |  |
| 39 | Berry Brook           | Hallsmead Ait         |                            |  |
| 40 | Kennet                | Reading               | 9,75                       |  |
| 41 | Pang                  | Pangbourne            | 0,62                       |  |
| 42 | Thame                 | Dorchester            | 3,90                       |  |
| 43 | Ock                   | Abingdon              | 1,52                       |  |
| 44 | Cherwell              | Oxford                | 7,2                        |  |
| 45 | Evenlode              | King's Lock           | 3,7                        |  |
| 46 | Windrush              | Newbridge             | 3,27                       |  |
| 47 | Cole                  | Buscot Lock           | 1,20                       |  |
| 48 | Leach                 | Lechlade              | 0,75                       |  |
| 49 | Coln                  | Lechlade              | 2,06                       |  |
| 50 | Ray                   | Cricklade             | 1,28                       |  |
| 51 | Key                   | Cricklade             |                            |  |
| 52 | Churn                 | Cricklade             | 0,86                       |  |

## Illes

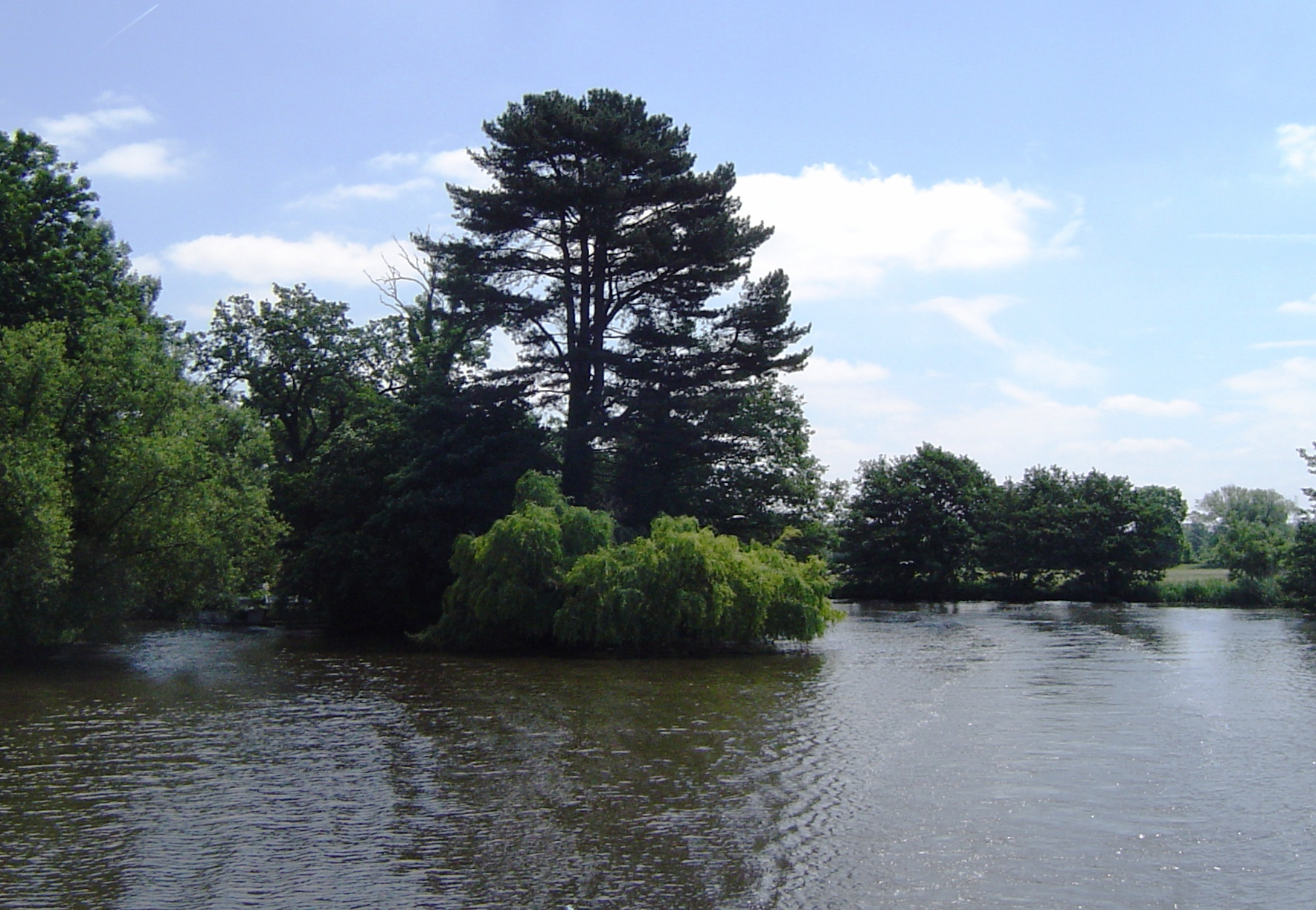
Rose Isle

El Tàmesi conté més de 80 illes que poden ser de mida gran, com les que hi ha a l'estuari, per exemple l'illa de Sheppey o Canvey —en realitat una península— o ser només illots amb vegetació i arbres com Rose Isle a Oxfordshire i Headpile Eyot a Berkshire. Algunes de les illes de mida gran, per exemple Formosa Island, a prop de Cookham o Andersey Island a Abingdon, es van originar de manera natural fent que el curs del riu es desviés en dues seccions.
En la rodalia d'Oxford el riu es divideix formant diversos rierols quan troba punts del terreny més durs de solcar (Seacourt Stream, Castle Mill Stream, Bulstake Stream i altres) i crea algunes illes (Fiddler's Island, Osney i altres). Altres illes s'han format artificialment (Desborough Island, Ham Island, Penton Hook Island) en afegir rescloses per crear els canals de navegació. Chiswick Eyot és una coneguda illa que forma part del paisatge de les regates de Richmond, mentre que Glover's Island és la peça central de la panoràmica de la ciutat de Londres des del turó de Richmond Hill.
Algunes de les illes han estat el lloc d'esdeveniments històrics com l'illa de Runnymede (on es va fer la Carta Magna), Fry's Island a Reading, i Pharaoh's Island (regalada a l'almirall Nelson) a prop de Shepperton. L'illa de Platts Eyot al barri Hampton de Londres va ser on es van construir les barques motores torpedo (MTB).
L'abadia de Westminster i el palau de Westminster (també conegut com "les cases del parament") van ser construïts sobre una antiga illa, Thorney Island, que va acabar unida a la riba oest.

## Gènesi

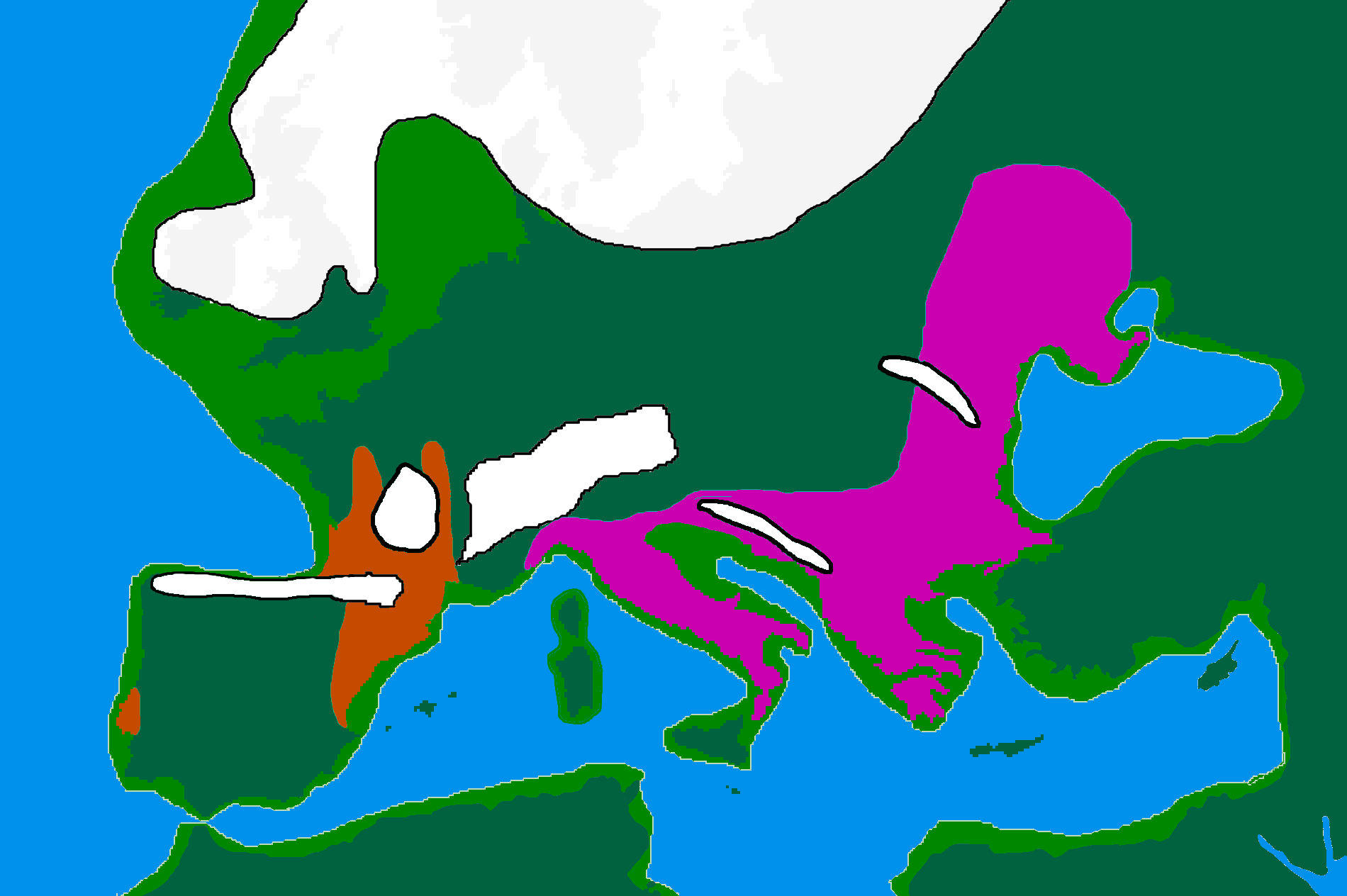
Mapa d'una època quan encara no existia el canal de la Mànega: a la part de dalt vegeu la llengua de gel que va formar el Tàmesi.

El riu Tàmesi va començar sent un discret rierol fa 58 milions d'anys, sorgit en l'estatge Thanetià, a finals del Paleocè. Fins fa uns 500.000 anys el Tàmesi tenia un recorregut diferent: passava pel territori de l'actual Oxfordshire, llavors girava cap al nord-est per Hertfordshire i East Anglia i desembocava a la mar del Nord per Ipswich.
Fa uns 45.000 anys la més extrema glaciació del plistocè va crear una llengua de gel que arribava fins a Hornchurch, a l'est de Londres. Això va causar la formació de llacs de gel que, quan es van desglaçar van fer canviar el curs del riu cap a la zona on ara està Londres. Progressivament la llengua de gel va anar solcant un canal, el nou llit del riu i la depressió de St Albans. La gran quantitat abocada d'aquest desglaç va formar l'estret de Calais.

## Aprofitament
El Tàmesi ha estat aprofitat com a subministrament d'aigua potable, mitjà de transport, font d'energia, font d'aliment, frontera natural i més recentment com a lloc d'esbarjo.
Diverses investigacions demostren que des de la prehistòria van anar sorgint poblacions a la vora d'aquest riu, ja que els humans hi trobaven aliments (ànecs, peixos) i aigua per les seves necessitats. Els romans van reconèixer la importància estratègica de controlar aquest riu i van construir campaments a la seva vora, el més gran a Dorchester i també van fer algun pont, com el de Staines-upon-Thames. Els anglosaxons i els normands van construir castells a prop del riu, per controlar el seu pas. A començaments del segle xiv el Tàmesi es feia servir a Londres com a abocador, fins i tot de forma abusiva, segons va fer notar el rei Eduard III.
Històricament ha estat aprofitat com a mitjà de comunicació, ja que era possible la navegació. Això no sempre ha estat favorable per als anglesos, per exemple el 1667 la flota holandesa, en plena guerra entre Anglaterra i les Províncies Unides, el va fer servir per atacar i van penetrar fins a Gravesend. D'altra banda va resultar útil per al comerç, pel Tàmesi es transportava tradicionalment fusta, llana i queviures. Al segle xviii el transport de carbó pel riu va abaratir els costos i va fer possible que fos la font d'energia emprada per a cuinar i com a calefacció, a més de possibilitar la revolució industrial. L'aigua en si també era font d'energia, ja que s'aprofitava per moure el mecanisme dels molins. Amb el pas dels segles, però, algunes zones del riu estaven carregades de sediments i va ser necessari fer obres per millorar la navegabilitat. Actualment els vaixells grans el poden navegar des de l'estuari fins a Lechlade, a Gloucestershire, i els vaixells de poca calada fins a Cricklade. A la part del riu que no està afectada per les marees hi ha 44 rescloses que el divideixen en trams en els quals es pot controlar el nivell. Des d'aquesta zona hi ha enllaç amb altres vies navegables: el Wey, el Kennet i el Canal d'Oxford. Qualsevol embarcació necessita un permís per transitar. La part del Tàmesi afectada per les marees enllaça amb: el riu Lea, el Regent's Canal i el Grand Union Canal a Brentford.
En l'era victoriana es van fer línies de ferrocarril per tot el país que van alleugerir el trànsit i la contaminació al Tàmesi. Per contra, es va començar a fer servir aquest espai per practicar el rem com a esport o només com a esbarjo. Al segle xx es va crear al llarg del riu un camí per als amics del senderisme o del ciclisme, anomenat Thames Pathway. D'entre les moltes competicions que s'hi fan cal destacar la Henley Royal Regatta, a començaments de juliol, i la Henley-on-Thames. Aquest riu es va fer servir en els jocs olímpics del 1908 (rem), del 1948 (rem i piragüisme) i al 2012.
El 2013 es va fer una estació hidràulica per proveir d'energia elèctrica el castell de Windsor.
El 20 d'agost del 1989 un vaixell de vapor, anomenat Machioness, que feia un recorregut turístic es va enfonsar i van morir ofegades 51 persones, des de llavors en diversos punts del riu es van construir llocs de vigilància i salvament. També la policia de Londres té vaixells que patrullen en riu.

## Vida animal

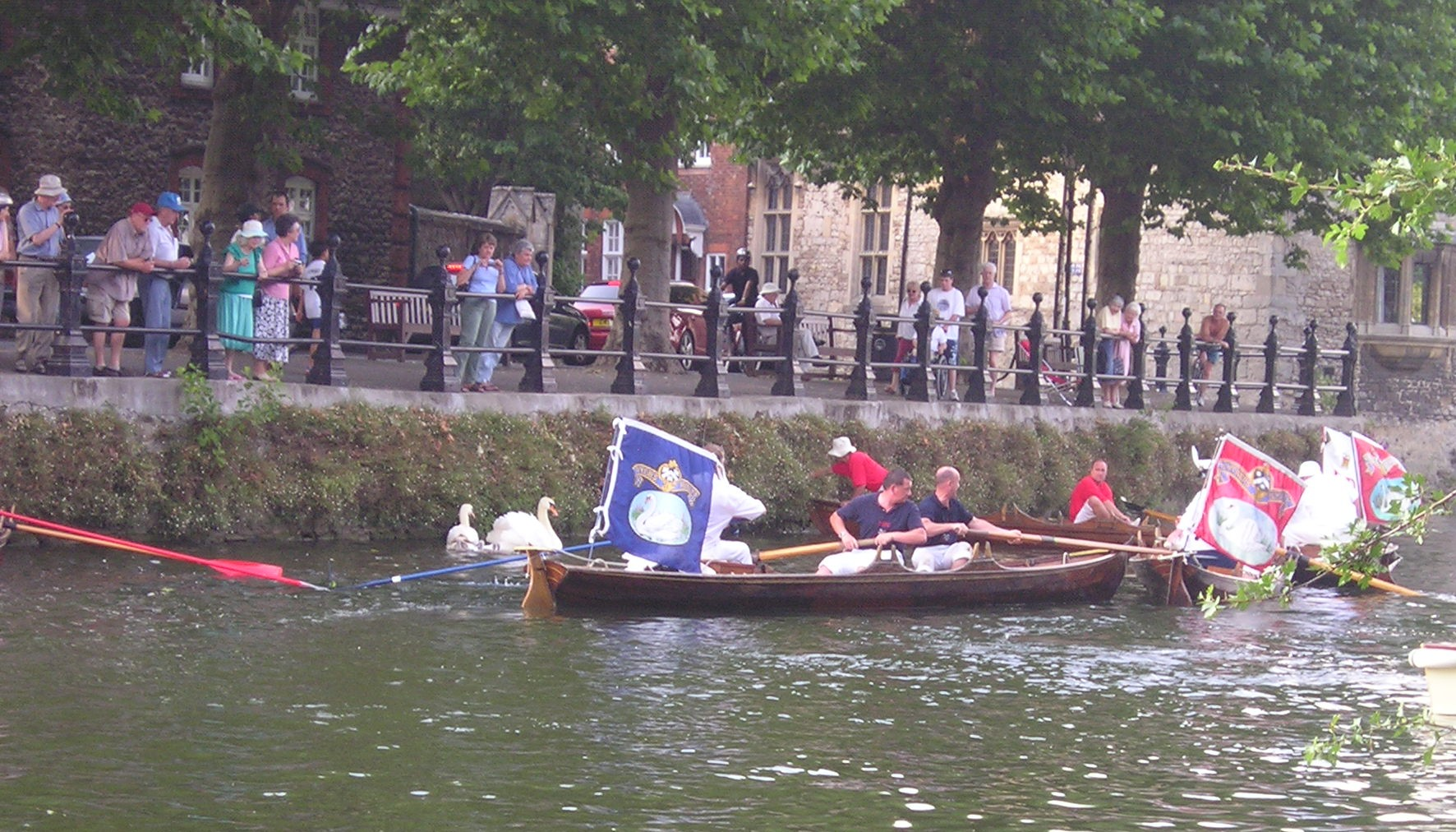
Participants d'una cacera de cignes o Swan Upping.

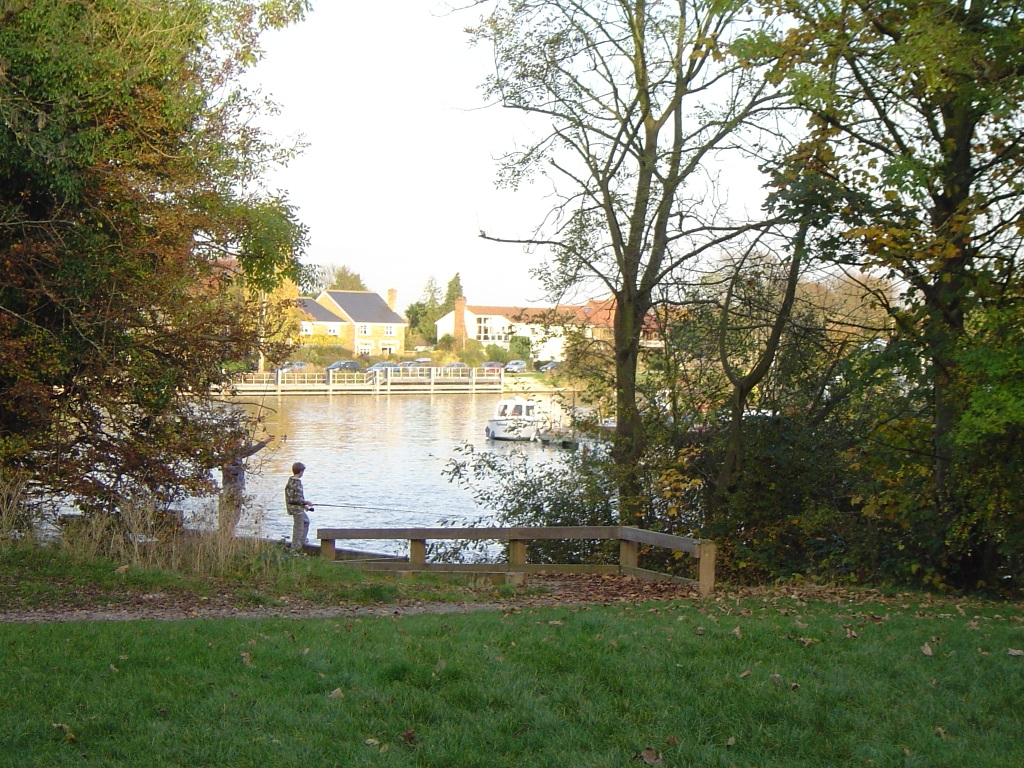
Un pescador a l'illa Penton Hook.

El riu i els seus marges són l'hàbitat de diversos ocells entre els quals està: el Corb marí gros, la gavina vulgar, i el gavià argentat de potes roses. És habitual veure el cigne mut per les seves aigües però el cigne negre les visita més de tant en tant. Hi ha una tradició anual anomenada Swan Upping que consisteix a agafar cignes, marcar-los i deixar-los anar.
El Tàmesi conté barreja d'aigua dolça i d'aigua salada i antigament estava habitat per molts peixos de diferents tipus, però les activitats humanes han contaminat el riu i el nombre de peixos ha disminuït. El salmó, que pot estar en ambdós ambients, s'ha reintroduït i s'han afegit escales a les rescloses perquè aquest peix pugui remuntar al lloc on ponen els ous.
El 5 d'agost del 1993, es va pescar el salmó més gros, a prop de la resclosa Boulters Lock, a Maidenhead: pesava 14,5 lliures (6,6 kg) i mesurava 22 polzades (56 cm). L'anguila també habita aquest riu. Altres peixos són: la truita comuna, Squalius cephalus, Leuciscus leuciscus, la madrilleta vera, Barbus barbus, la perca de riu, el lluç de riu, l'alburn. Recentment també s'han trobat colònies de cavallets.
El 20 de gener del 2006, es va veure una balena de 5 m de llarg, nedant riu amunt fins a Chelsea. Això va ser un fet estrany perquè aquest animal generalment només es troba mar endins, en aigües fondes. La balena va xocar amb un vaixell buit i les autoritats van provar d'ajudar-la a tornar a la mar però no ho van aconseguir i va morir.

## Nivell de contaminació

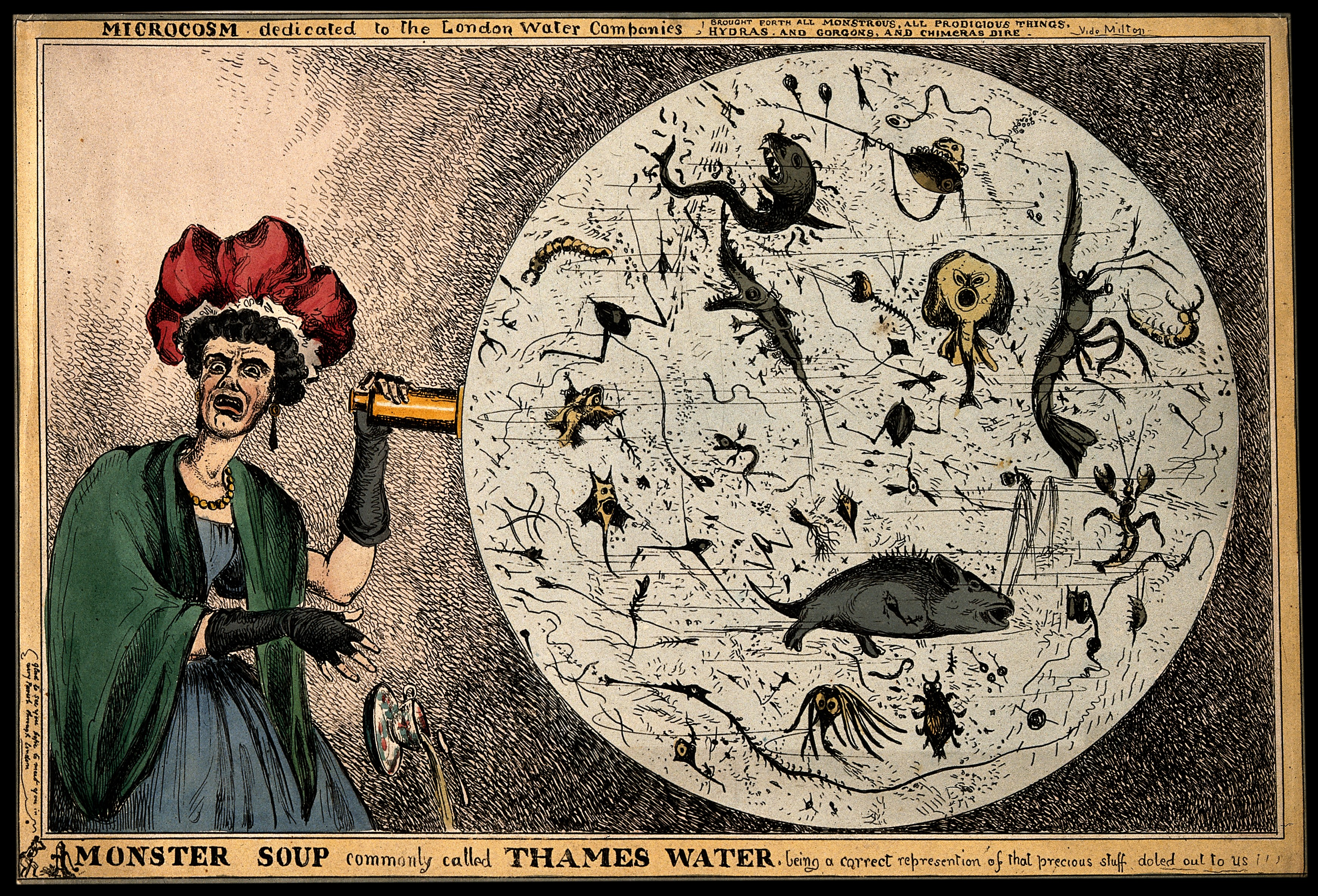
Dibuix del 1828 que volia fer broma de la contaminació del Tàmesi: una senyora mira espantada pel microscopi.

El problema de la contaminació no és nou: des de sempre s'ha fet servir com a abocador de residus humans i amb la industrialització va empitjorar. Alguns historiadors han atribuït la mort del príncep Albert (marit de la reina Victòria) el 1861 a una epidèmia de tifus que es va escampar per les aigües contaminades del Tàmesi, que passa per Windsor Castle.
El mercuri és un metall que en grans concentracions és tòxic tant per la vida aquàtica com per la vida humana. Es va fer un estudi de les concentracions de mercuri en seixanta mostres de sediments en diferents punts d'aquest riu, entre Brentford i l'illa Grain. Els registres mostren primer un augment i després una davallada en els nivells de mercuri al llarg de la història. Les concentracions d'aquest metall disminueixen des de Londres cap a l'estuari amb una variació de 0,01 a 12,07 mg/kg, que donen una mitjana de 2,10 mg/kg, xifra que és superior a la de qualsevol altre estuari del Regne Unit o d'Europa. El punt més contaminat coincideix amb la zona central de Londres, entre el pont de Vauxhall Bridge i Woolwich. En la majoria dels sediments estudiats hi ha menys mercuri en la part superior de la mostra i més en la part mes fonda, això s'atribueix a l'efectivitat dels plans per reduir la contaminació aplicats en els darrers anys.
També s'han estudiat els nivells de lípids a l'estuari, que han revelat altes concentracions de GDGT (Glycerol Dialkyl Glycerol Tetraethers) a l'est de Londres. Això suggereix que la pol·lució de la ciutat afecta la distribució natural del carboni en els sediments del riu. Altres mesures geoquímiques de carboni, com ara els isòtops estables (δ13C) han mostrat no estar afectades per la pol·lució.

## Riuades

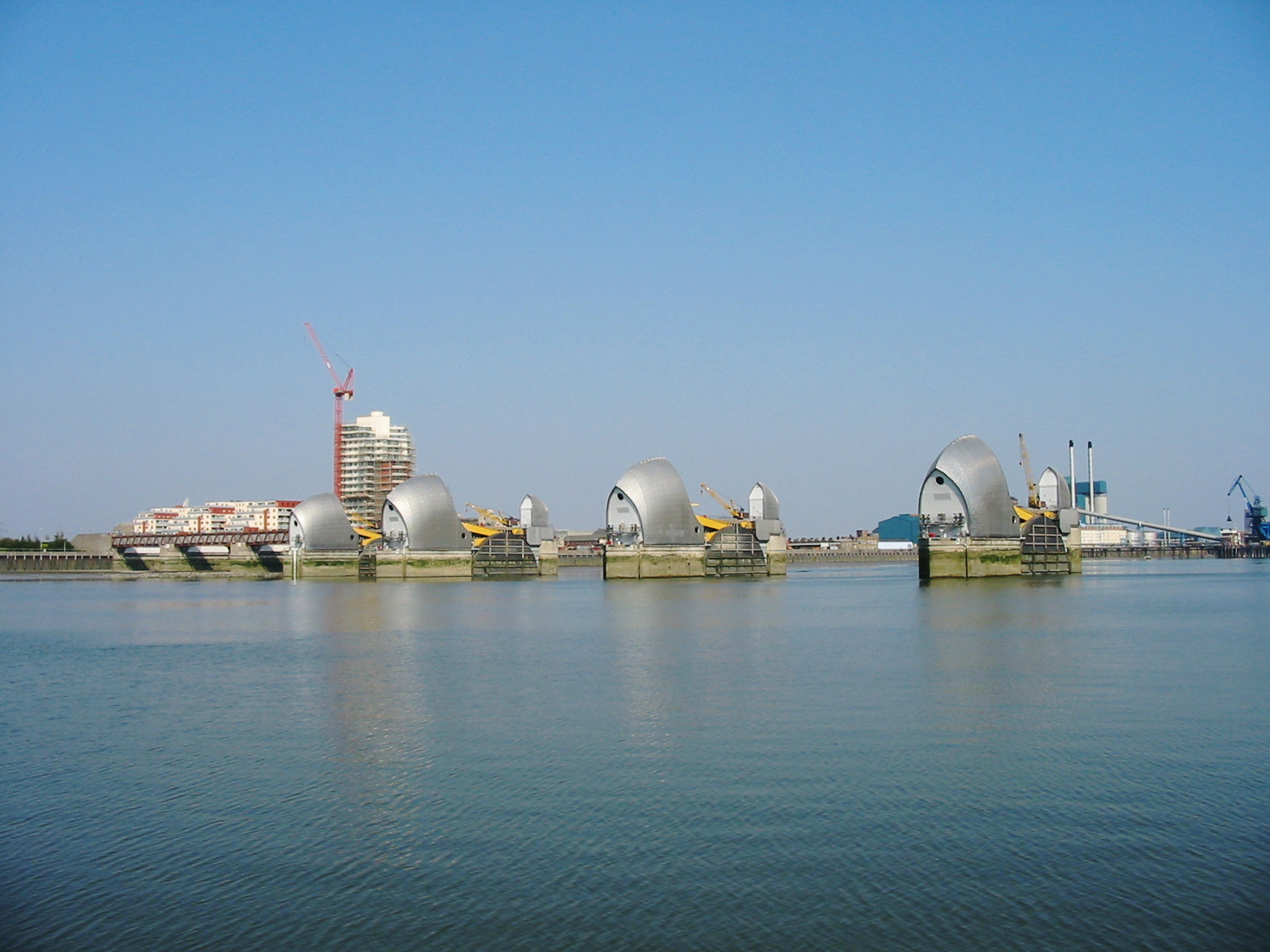
La resclosa antimarejada Thames Barrier a Londres.

Hi ha registres de riuades que han causat destrosses, la més greu la del 1947 i les altres en els anys: 1968, 1993, 1998, 2000, 2003, 2006 i 2014; generalment causades per grans temporals de pluja i de vegades complicades per l'onatge marí a l'estuari que empeny el nivell del riu quilòmetres enrere.
- La del 7 de gener del 1928.- Part de la zona de Londres anomenada Embarkment va quedar inundada i les aigües es van endur part del moll de Chelsea. Van morir catorze persones i centenars van perdre les seves cases.

Aquest fet i la inundació del 1953 van empènyer la construcció d'un mur de contenció, el Thames Barrier.
- El 1947 el riu va sobreixir per tota la seva vall durant el mes de març després d'un hivern molt extrem que va cobrir el país amb nevades. Les precipitacions, incloses les nevades, van fer pujar el nivell 120 mm i el cabal era de 6,7 bilions de litres al dia. Va costar 12 milions de lliures reparar els danys ocasionats.[26]
- Les inundacions del gener del 1953, causada per un temporal marí, va destruir l'illa de Canvey i no es va poder evitar la mort de 58 habitants encara que es va fer una evacuació de 13.000 residents.[27] La zona més malmesa van ser els bungalows de les platges, però les construccions del poble van resistir. Des de llavors es va construir un mur de formigó a l'illa per protegir-la d'aquesta mena d'onades.